# Flower (GACKTの曲)
『Flower』（フラワー）は、2009年7月1日にGACKTが発表した楽曲、および同曲を収録したシングル。通算34枚目のシングルである。

## 概要
- ソロデビュー10周年を記念した4週連続リリースの4週目に発売され、「ANNIVERSARY DISC」と冠されている。
- リリース直前の6月27日、渋谷の街頭ビジョン八基をジャックし、Gacktが「Flower」をカラオケで歌唱している映像が放映された。この時Gacktが歌唱した「Flower」の音源が公式サイトの特設ページから1万人限定で無料ダウンロードできる企画がなされたが、すぐさま規定数に達した。

## 収録曲
- 全作詞作曲:GACKT.C

1. Flower (5:41)
4週連続でリリースされたシングルの表題曲の中で、唯一フルサイズのPVが制作されており、演奏パートにはギターにYOU、茶々丸、ベースにChirolyn、ドラムに淳士が参加。この4人はドラマパートにも出演している。7thオリジナルアルバム『RE:BORN』のファンクラブ限定盤には、このバージョンに加え、GACKT一人だけが出演しているPVが収録されている。後にリリースされたベストアルバム『BEST OF THE BEST vol.1 -WILD-』のDVDとBlu-rayには、後発のPVが収録されている。
7thオリジナルアルバム『RE:BORN』には、『Gackt Visualive Tour 2008-2009 Requiem et Reminiscence II -再生と邂逅-』及び、『GACKT VISUALIVE ARENA TOUR 2009 REQUIEM ET REMINISCENCE Ⅱ 〜鎮魂と再生〜』で演奏された時のアレンジに近いバージョンで収録されている。シングルバージョンは、本作と、コンピレーション・アルバム『ARE YOU "FRIED CHICKENz"??』、ベストアルバム『THE ELEVENTH DAY 〜SINGLE COLLECTION〜』と『BEST OF THE BEST vol.1 -WILD-』に収録されている。
リリース後も、4週連続でリリースされたシングルの表題曲の中では比較的演奏されることが多く[1]、またYELLOW FRIED CHICKENzとして行った『GACKT YELLOW FRIED CHICKENs 煌☆雄兎狐塾 〜男尊女秘肌嘩祭〜』、『GACKT YELLOW FRIED CHICKENz 煌☆雄兎狐塾 〜男女混欲肌嘩祭〜』、『GACKT YELLOW FRIED CHICKENz 〜紅燐朱舞愁狂乱宴〜』でも演奏された。
2. In Flames (6:52)
7thオリジナルアルバム『RE:BORN』には、アウトロが一部カットされたアルバムバージョンが収録された。
3. Flower (Instrumental)
4. In Flames (Instrumental)

## 参加ミュージシャン
- GACKT:ボーカル、全曲作詞&作曲
- Chachamaru:ギター、準プロデューサー
- YOU:ギター
- Ikuo:ベース
- 淳士:ドラム
- 大久保晶文:プログラミング&マニピュレーター (#2)、ストリングスアレンジ (#1)

## 楽曲の収録アルバム
- RE:BORN (#1、#2共にアルバムバージョン)
- ARE YOU "FRIED CHICKENz"?? (#1)
- THE ELEVENTH DAY 〜SINGLE COLLECTION〜 (#1)
- BEST OF THE BEST vol.1 -WILD- (#1)